# Flying Enterprise (schip, 1944)
De Flying Enterprise was een Amerikaans Type C1 vrachtschip dat onder bevel van kapitein Kurt Carlsen voor de Isbrandtsen Line voer. Het zonk op 10 januari 1952, op 60 kilometer ten westen van Cornwall.

## Geschiedenis
De Flying Enterpise werd als Cape Kumukaki in opdracht van de United States Maritime Commission gebouwd bij de scheepswerf van Consolidated Steel Corporation gevestigd in Wilmington in de staat Californië. Het was een C1-B van het type C1 standaardschip en kwam in maart 1944 in de vaart. Na de Tweede Wereldoorlog werd het schip in 1948 aan een particuliere rederij verkocht en herdoopt als Flying Enterprise.

## De laatste reis
Op 21 december 1951 verliet de Flying Enterprise de haven van Hamburg voor een reis naar New York. Het schip was beladen met – onder andere - zo’n 1.200 ton ruwijzer. Er waren verder 40 bemanningsleden en 10 passagiers aan boord. Op 27 december 1951 kwam het schip in zwaar weer. Er kwam een scheur in het dek, maar deze schade was niet fataal. Op 28 december werd het schip door een grote golf geraakt, het schip maakte een zware slagzij, van 50-70 graden, waardoor de lading begon te schuiven. Het schip herstelde gedeeltelijk uit de slagzij, maar bleef onder een hoek van 25 graden naar bakboord liggen. Het schip was hiermee ook stuurloos geworden op ruim 800 kilometer ten westen van de Britse kust. Het schip begon al zoveel water te maken, dat de kapitein zijn bemanning opdroeg in de reddingssloepen te gaan. Kapitein Carlsen seinde een S.O.S.-bericht uit en vroeg om hulp. Deze hulp kwam, maar hij gaf al zijn bemanningsleden opdracht om van boord gaan. Hijzelf bleef alleen achter op het schip, maar bleef wel in de buurt van de radiokamer.
Verscheidene schepen bleven in de buurt rondcirkelen, waaronder de zeesleepboot Turmoil, die zeven mislukte pogingen deed om vast te maken. Tijdens de achtste poging sprong een stuurman van de Turmoil, Kenneth Dancy, aan boord en hielp vast te maken. De Turmoil probeerde vervolgens de Flying Enterprise naar veilige haven te brengen, maar de sleeptros brak. Britse reddingsboten en een marinevaartuig bleven in de buurt om zo nodig hulp te bieden aan kapitein Carlsen. Dancy bleef met hem tot het einde aan boord.
Na dertien dagen, op 10 januari, begon het vrachtschip nog gevaarlijker over te hellen, zodat Kurt Carlsen en Dancy het schip moesten verlaten. Het vrachtschip ging ten onder in zware zee, op 60 kilometer ten westen van Cornwall. Enkele minuten eerder sprongen kapitein Carlsen en Dancy van de Flying Enterprise overboord, in de ijskoude oceaan. Zij werden gered door de Turmoil die hen enkele uren later aan land zette in Falmouth. Heel de wereld volgde toen de avonturen, op de radio, van deze kapitein, die ondanks de zware omstandigheden aan boord bleef. Falmouth werd overspoeld met de media.

## Kurt Carlsen

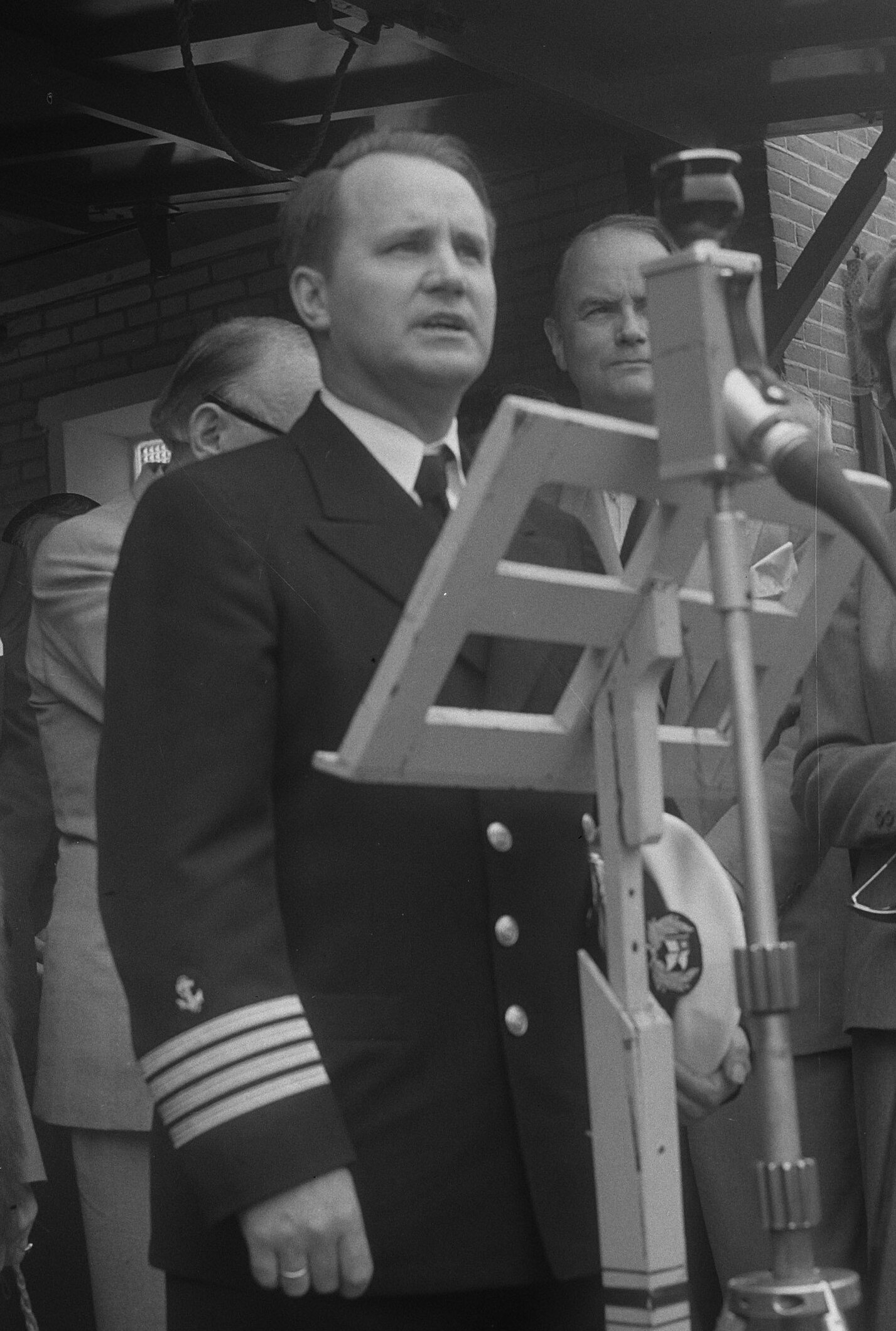
Kurt Carlsen (1953)

Henrik Kurt Carlsen (20 februari 1914 - 7 oktober 1989) was de Deense kapitein van de Flying Enterprise. Toen hij 14 was monsterde hij aan als zeeman en op zijn 22e had hij reeds zijn eerste commando. In 1938 verhuisde hij naar Staten Island in de Verenigde Staten. Hij werkte voor de Deens-Amerikaanse rederij Isbrandtsen Lines. Nadat de Flying Enterprise was gezonken was hij wereldberoemd, veel mensen hadden via de pers zijn belevenissen op zee gevolgd. Op 17 januari 1952 werd hij in New York gehuldigd met een ticker-tape parade. Hij werd als een held rondgevoerd in een open limousine onder gejuich van de vele toeschouwers. Een paar maanden later werd hij benoemd tot kapitein op de Flying Enterprise II. Hij was in dienst bij de rederij van 1944 tot zijn pensioen in 1976. Op 7 oktober 1989 overleed hij op 75-jarige leeftijd.

## Speculatie
De vracht zou een geheime lading zijn geweest voor de Amerikaanse strijdkrachten en daarom zou Carlson vermoedelijk tot het laatst aan boord gebleven zijn. In de jaren 80 zou de Amerikaanse marine naar het wrak gedoken zijn en een gat in de stuurboordromp gemaakt hebben, om deze geheime lading te bergen. De Flying Enterprise lag op de zeebodem op zijn bakboord-zijde. Tijdens een uitzending van National Geographic, kon men zien hoe duikers het wrak van de Flying Enterprise onderzochten en het gat aan stuurboord-zijde ontdekt hadden. Na nader onderzoek in het ruim bleek dat alle lading verdwenen was.

## Naslagwerken
- (en)  Brookes, Ewart (1957). Rescue Tug: The story of the Flying Enterprise and the salvage tug Turmoil. Dutton.
- (en)  Delaney, Frank (2006). Simple Courage - A True Story of Peril on the Sea. Random House, New York, 292. ISBN 1-4000-6524-0.
- (en)  Holman, Gordon. Carlsen of the Flying Enterprise.